# Parafia Matki Boskiej Częstochowskiej w Sterling Heights
Parafia Matki Boskiej Częstochowskiej w Sterling Heights (ang. Our Lady of Czestochowa Parish) – parafia rzymskokatolicka położona w Sterling Heights w stanie Michigan, Stany Zjednoczone.
Jest ona wieloetniczną parafią w archidiecezji Detroit, z mszą św. w j. polskim, dla polskich imigrantów.
Nadzór klerycki sprawuje Towarzystwo Chrystusowe dla Polonii Zagranicznej.
Ustanowiona w 1979 roku.
Nazwa parafii jest związana z kultem Matki Boskiej Częstochowskiej.

## Historia
Polska Misja Pastoralna w Sterling Heights powstała z inicjatywy byłego prowincjała Ks. Władysława Gowina, przełożonego Prowincji Północno-Amerykańskiej Księży Chrystusowców.
15 sierpnia 1979 roku, z inicjatywy prowincjała ks. Władysława Gowina, Prowincji Północno-Amerykańskiej Księży Chrystusowców, kardynał J. Dearden wydaje dekret ustanawiający Polską Misję Pastoralną w Sterling Heights
W 1980 roku, do pracy w parafii, przybywają Siostry Misjonarki Chrystusa Króla.
3 maja 1981 roku biskup Artur Krawczak dokonuje poświęcenia terenu pod budowę nowego kościoła, a 29 sierpnia 1982 arcybiskup Edmund Szoka poświęca nową świątynię.

## Duszpasterze
- ks. Wojciech Kania, TChr. (1979-1979)
- ks. Zbigniew Olbryś, TChr. (1979-1983)
- ks. Zygmunt Ostrowski, TChr. (1983-1988)
- ks. Józef Furman, TChr. (1988-1991)
- ks. Jan Rudzewicz, TChr. (1992-1999)
- ks. Adam Bobola, TChr. (1999-2002)
- ks. Stanisław Kowalski, TChr. (2002-2007)
- ks. Tadeusz Winnicki, TChr. (2007-2008)
- ks. Sławomir Murawka, TChr. (2008-obecnie)

## Wspólnoty i organizacje parafialne
- Koło Przyjaciół Towarzystwa Chrystusowego,
- Koła Seniorów "Złota Róża",
- Rycerze Kolumba,
- Muzyczny zespół dziecięcy "Hosanna"
- Zespół młodzieżowy tańca ludowego i narodowego "Dunajec"[2]
- Zespół młodzieżowy "Ichtis"[3]

## Szkoły
- Szkoła Języka Polskiego im. Adama Mickiewicza[4]

## Zakony usługujące
- Siostry misjonarki Chrystusa Króla

## Nabożeństwa w j.polskim
- W tygodniu – 9:00; 19:00
- Niedziela – 8:00; 9:30; 11:15; 13:00; 19:00